# Kość międzyciemieniowa
Kość międzyciemieniowa (łac. os interparietale) – kość mózgoczaszki.

Czaszka psa. Kość międzyciemieniowa oznaczona liczbą 9 i kolorem szarym

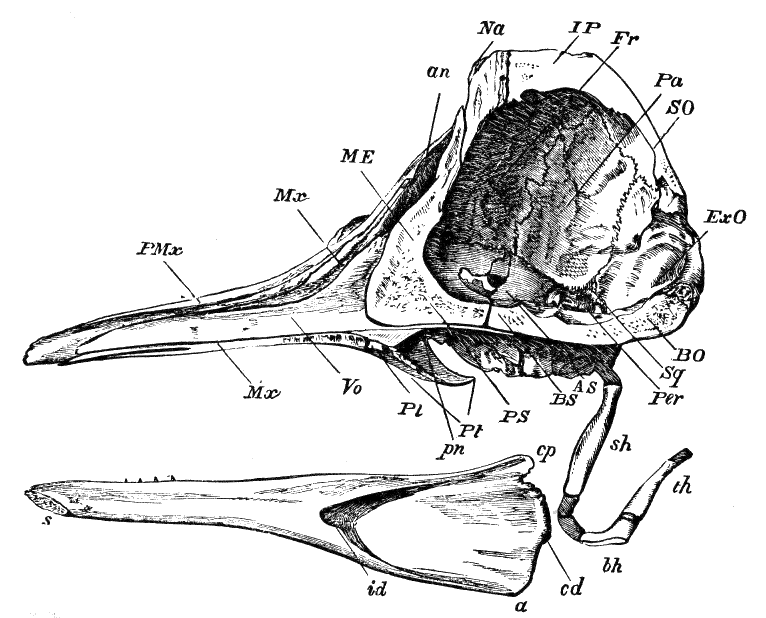
Przekrój czaszki grindwala. Kość międzyciemieniowa oznaczona IP

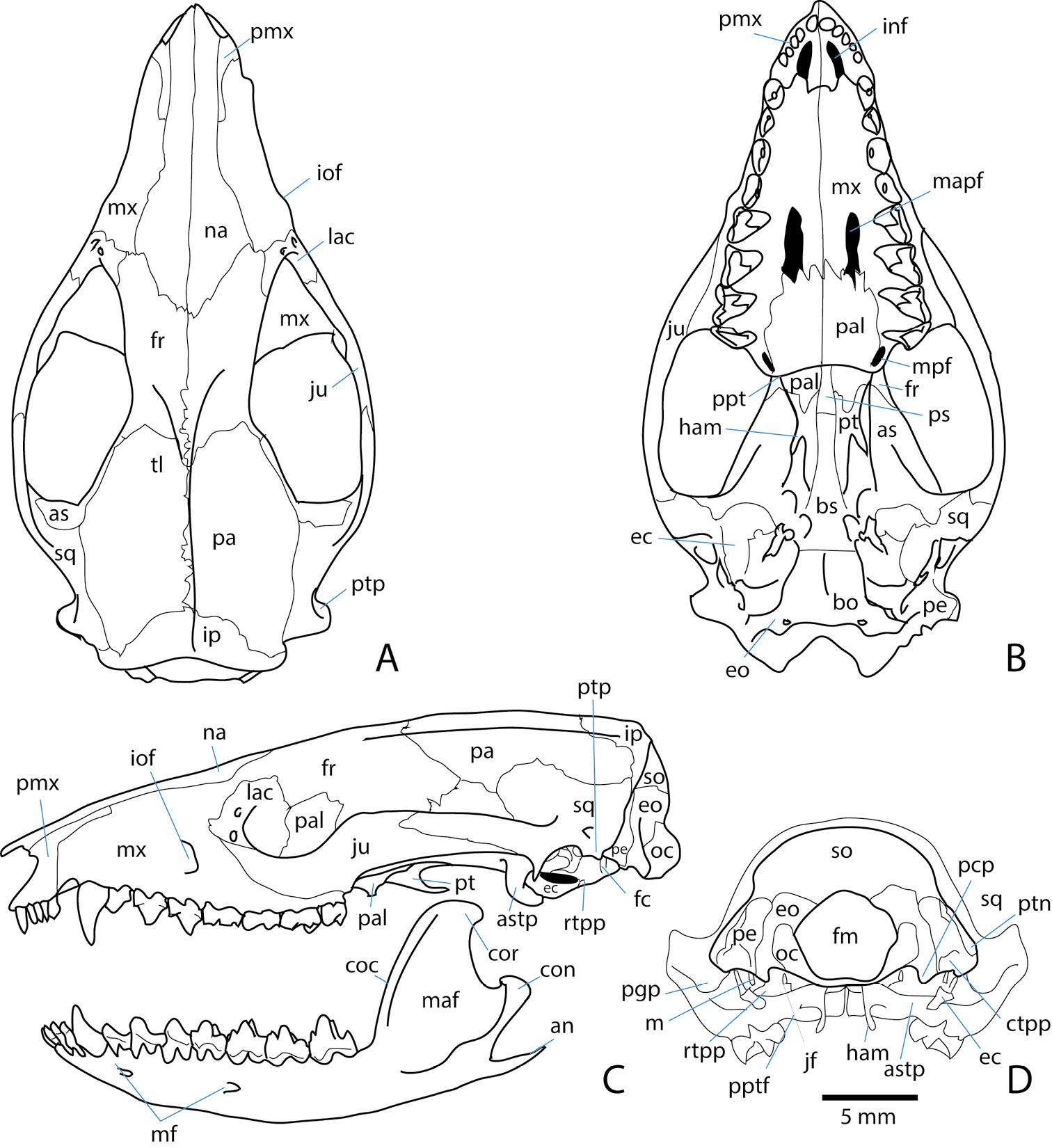
Czaszka torbacza Monodelphis brevicaudata. Kość międzyciemieniowa oznaczona ip

Kość międzyciemieniowa zalicza się do kości pokrywowych. W obrębie mózgoczaszki jako kość nieparzysta leży pośrodkowo. Sąsiaduje z parzystymi kośćmi ciemieniowymi oraz z łuską kości potylicznej. W przypadku psa domowego, kota domowego, konia i owcy kość ta leży w szwie strzałkowym, w tylnej części tego szwu. U bydła kość ta znajduje się natomiast w płaszczyźnie karkowej. Leżą w niej również bydlęce kości ciemieniowe. Powodem tego jest rozwój kości czołowych, odbywający się wcześnie w czasie rozwoju wewnątrzmacicznego.
Kość międzyciemieniowa łączy się z innymi kośćmi. Zespolenie bardzo wcześnie przebiega u bydła, mianowicie już w rozwoju płodowym. Natomiast jeśli chodzi o konia, połączenie następuje w wieku 2–4 lat. Zespolenie długo nie wytwarza się u owcy i kozy, psa i kota czy też u królika.
Kość taka często nie występuje u świni, a jeśli już się ją spotka, co ma miejsce w 40% przypadków, to jest ona mała i leży na łusce kości potylicznej, po stronie wewnętrznej.
Jest to kość niewielkich rozmiarów. U psa czy u konia na jej powierzchni wewnętrznej znajduje się wyrostek namiotowy. Przyjmuje on kształt poprzecznej listwy, podczas gdy krowa czy świnia mają w tym miejscu niewielką tylko wyniosłość.
Kształtem kość ta zbliżona jest do trójkąta.
Kość międzyciemieniowa, choć nieparzysta, powstaje z parzystych zawiązków. Łączą się one ze sobą podczas rozwoju płodowego, by stworzyć pojedynczą płytę kostną.